# ماتیو برین (تنیس‌باز)
 ماتیو برین (انگلیسی: Matthew Breen؛ زاده ۱۲ ژوئن ۱۹۷۶) یک تنیس‌باز اهل استرالیا است.